# Serbatoio
Un serbatoio è un contenitore di solidi, liquidi o talvolta gas, che permette la conservazione e l'eventuale trasporto.

## Dati caratteristici
Un serbatoio può essere caratterizzato da alcune informazioni fondamentali, prima tra tutte la capacità, tipicamente espressa in litri o metri cubi.
Per serbatoi sotto pressione è anche importante conoscerne la pressione massima consentita, oltre la quale c'è il rischio che il serbatoio si danneggi o addirittura esploda se non è provvisto di valvola di sicurezza.
È spesso utile conoscerne anche l'ingombro e il peso.
In caso di sostanze che hanno necessità di essere conservate a determinate temperature è importante conoscere anche la conducibilità termica del serbatoio. Allo stesso modo, per prodotti che devono essere protetti dalla luce del sole, come ad esempio alimenti, è importante la capacità del serbatoio di filtrare i raggi dannosi.

## Contenitore portatile di fluidi
Un serbatoio impermeabile di piccole dimensioni si presta bene alla conservazione di acqua potabile: ad esempio, una borraccia, una bottiglia in vetro o plastica o metallo (scatole in alluminio).

## Serbatoio carburante

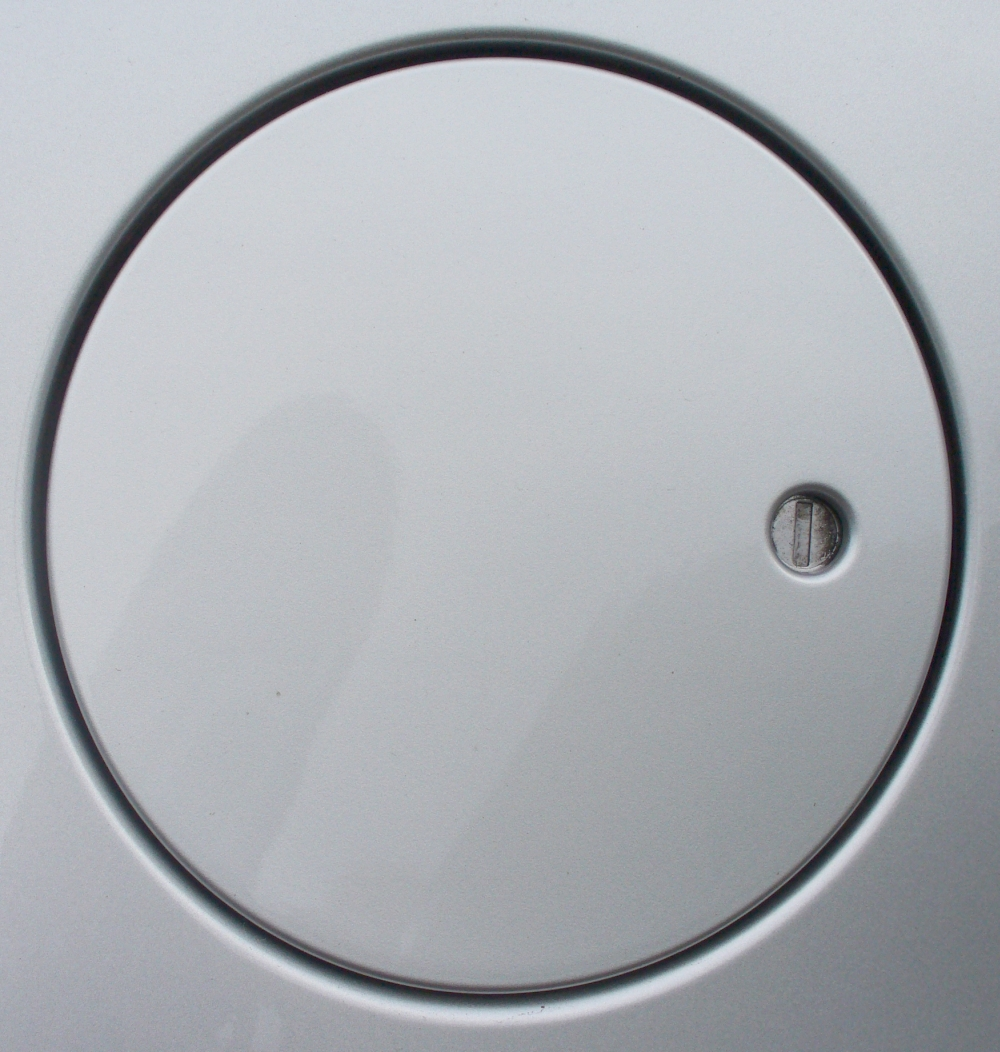
Sportellino del bocchettone carburante

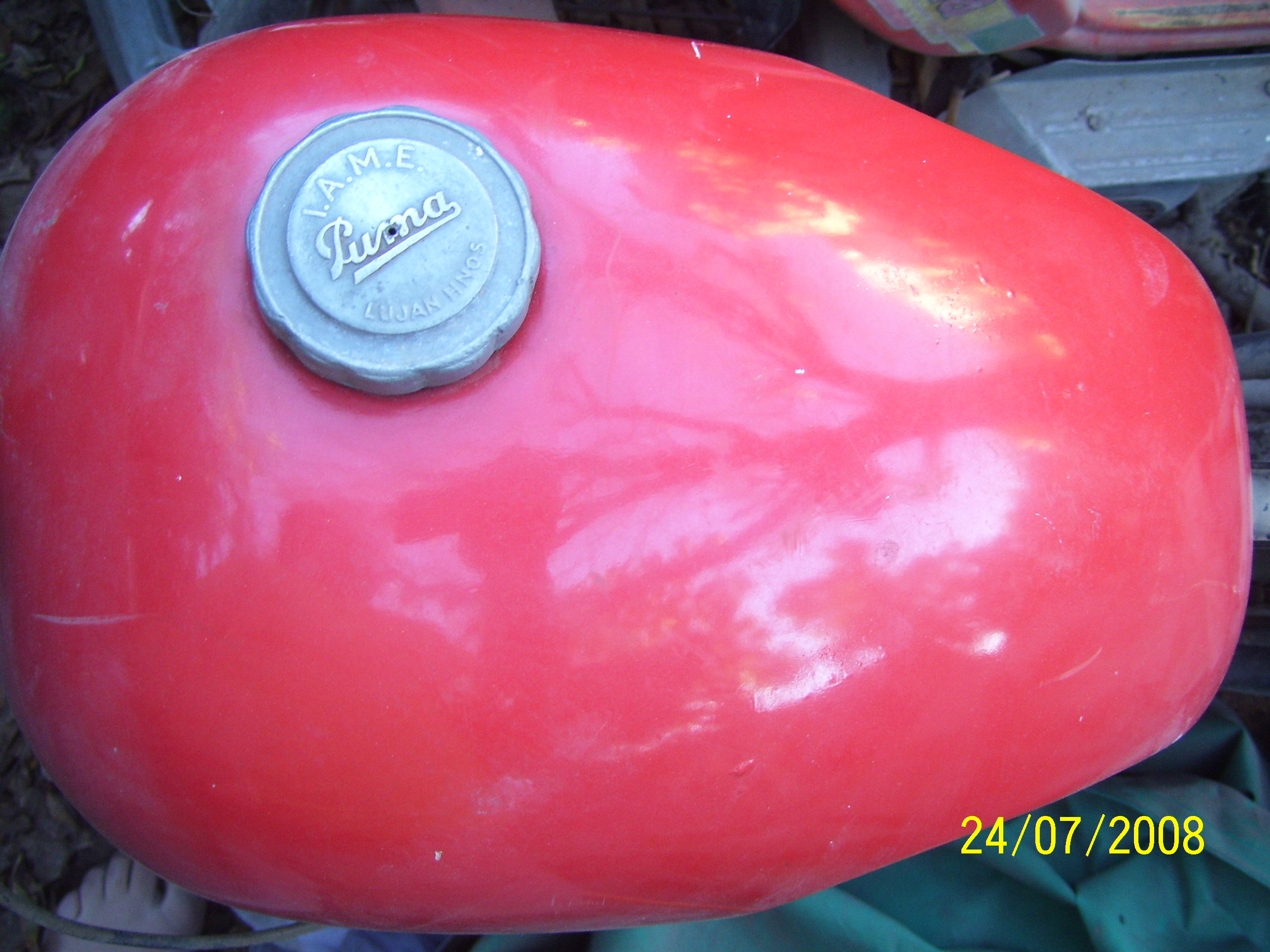
Serbatoio motociclistico a sella

Questo serbatoio viene utilizzato sui motori a motore termico e serve per dare autonomia al mezzo, contenendo tale combustibile, il quale può essere rabboccato con un bocchettone che viene chiuso da un tappo e generalmente nelle autovetture viene protetto da uno sportellino o munito di un dispositivo d'apertura a chiave, mentre per il prelievo del combustibile, viene o fatto defluire al motore con un sistema a caduta tramite un rubinetto o si usa una pompa della benzina. In caso di immissione di un carburante errato nel serbatoio, è necessario estrarre tutto il contenuto con una speciale pompa aspirante da officina, effettuare un lavaggio completo di motore e iniettori con appositi prodotti ed eventualmente immettere poi del carburante giusto.
Fare moltissima attenzione a non tagliare mai i serbatoi di benzina, o altri liquidi infiammabili anche vuoti, c'è il rischio che il serbatoio esploda.

## Contenitore mobile di fluidi
(con riferimento ad ingegneria meccanica, ingegneria navale).
Per trasportare fluidi in quantità che vanno dai centinaia di chilogrammi a decine di tonnellate, si ricorre a veicoli su gomma, dotati di grandi recipienti.
Per spostamenti via terra, si opta nella maggioranza dei casi per autobotti ed autobetoniere (trasporto di miscele di cemento e di calcestruzzo).
Una nave cisterna è in grado di trasportare acqua, petrolio o altre sostanze in quantitativi maggiori, anche centinaia di tonnellate, per lunghe distanze. L'unico vincolo è che per ovvi motivi il porto di partenza e di destinazione devono essere dotati di attrezzature idonee per ospitare tali imbarcazioni.
Per superare i problemi legati all'accesso ai porti di navi cisterna, vi è la possibilità di adattare i container ISO di norma per il carico di fluidi. Il sistema Flexitank è un serbatoio, spesso monouso, che viene inserito nel container e permette il carico di liquidi fino ad un massimo di 24 o 25.000 litri.

## Grande contenitore statico di solidi e fluidi
(con riferimento ad ingegneria idraulica, ingegneria strutturale).

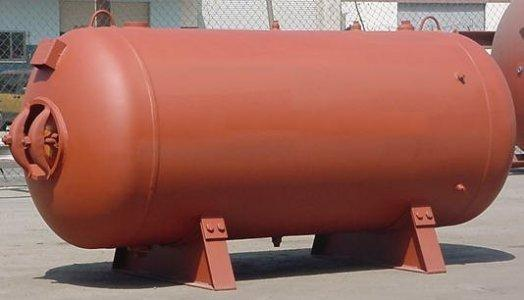
Serbatoio in acciaio per liquidi, del tipo Hanson modificato

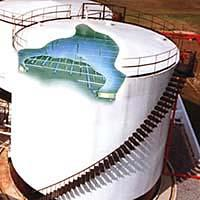
Spaccato di un serbatoio a tetto flottante

I serbatoi possono essere impiegati per contenere prodotti agricoli, acqua, lubrificanti, combustibili, miscele per costruzioni, gas di varia entità e natura. Si preferisce riservare a silos e serbatoi tutti i materiali deperibili, sostanze nocive e sostanze in genere facilmente soggette a dispersione, destinando invece altri tipi di materiali a magazzini coperti o a cielo aperto, a seconda di ciò che si intende immagazzinare.
Dal punto di vista progettuale, una struttura civile o industriale con funzione di serbatoio deve essere realizzata con criteri idonei a sopportare le sollecitazioni dovute al contenuto conservato, ma anche alle eventuali dilatazioni termiche, ed aggressioni chimico-fisiche prevedibili in esercizio.
Dal punto di vista statico occorre distinguere il tipo di sollecitazioni
- indotte da un gas in pressione, di tipo radiale, che implica serbatoi di tipo sferico
- indotte da un fluido, di tipo lineare crescente (andamento idrostatico), che implica la tipica forma cilindrica del serbatoio.

È molto importante che la struttura, col passare del tempo sia immune da lesioni e fessure, anche di lieve entità poiché questo può seriamente pregiudicare l'affidabilità dell'intera opera. 
Occorrono appositi piani di manutenzione, visite di tecnici specializzati durante la vita dell'opera.
È altresì importante, per grandi serbatoi costruiti con materiali conduttori, prevedere un idoneo impianto elettrico di messa a terra per evitare l'accumularsi di cariche elettrostatiche, che possono provocare pericolose deflagrazioni.
Lo smantellamento del serbatoio avviene nel migliore dei casi in seguito al superamento tecnologico dell'impianto, talvolta quando il costo delle riparazioni supera quello della demolizione, rifacimento e beneficio del rinnovamento tecnologico dell'opera.

## Accorgimenti

Spia del serbatoio (automobilistico)

A seconda del tipo di serbatoio, possono essere usati diversi sistemi per migliorarne l'usabilità e la sicurezza:
- Spia del serbatoio: indica una situazione in cui il carburante rimasto all'interno è molto poco e bisogna rifornirsi entro poco tempo (riserva).
- Spugna explosafe: usata sui mezzi da competizione alimentati a carburante, in modo da ridurre lo sciaquiettio nel serbatoio e ridurre la velocità d'inondamento del suolo in caso di completa apertura dei due gusci del serbatoio.
- Sfiato dei vapori: sistema munito o meno di filtro, che serve per evitare l'aumento della pressione interna del serbatoio (data ad esempio dall'esalazione del liquido contenuto).
- Valvola di pressione massima: sistema di sicurezza che evita il superamento di pressioni troppo elevate, che rischierebbero di provocare danni strutturali; questo sistema è usato per i serbatoi di gas e liquidi sotto pressione.
- Sfiato di massima: sfiato che evita l'eccessivo riempimento del serbatoio.
- Sfiato di antiristagno: serve per evitare che ristagni del liquido nell'imboccatura del serbatoio.
- Spurgo: sistema che permette il facile svuotamento del serbatoio durante le operazioni di manutenzione.
- Paraserbatoio, usato principalmente per i mezzi motociclistici, in modo da proteggere il serbatoio da eventuali cadute o evitare che la tuta del pilota lo rovini
- Sagomatura: sulle motociclette il serbatoio può avere molte sagomature, come nella zona più vicina al cupolino, può essere profilata (in modo tale da permettere una migliore penetrazione del casco sotto al cupolino), ai lati (per permettere una maggiore protezione dall'aria per le gambe), oppure nella parte antero-inferiore (che può essere sagomata per permettere una più facile estrazione dell'aria calda dal radiatore).